# 3 хилядолетие
Третото хилядолетие започва на 1 януари 2001 г. и свършва на 31 декември 3000 г.
Сред очакванията, които има човечеството днес за това хилядолетие, са възможностите за колонизация на космоса, междузвездно пътуване и контакт с извънземни.

## Събития

### 2001
- 11 септември – Атентатите на тази дата в САЩ причиняват срутването на Световния търговски център в Ню Йорк, част от Пентагона в Арлингтън, Вирджиния и падането на пътнически самолет край Шанксвил, Пенсилвания.

### 2002
- 1 януари – Въведено е еврото в 11 държави членки на ЕС: Австрия, Белгия, Германия, Дания, Ирландия, Испания, Италия, Люксембург, Португалия, Финландия и Франция.
- 9 юли – Основан е Африканския съюз, международна организация, обединяваща 55 държави от Африка.

### 2007
- 1 януари – България и Румъния влизат в Европейския съюз.

### 2023
- 1 януари – Хърватия влиза в Еврозоната и става държава членка на Шенгенското пространство.[1]

### 2025
- 1 януари – България и Румъния стават пълноправни членове на Шенгенското пространство.

## Личности

### Родени
- 18 декември 2001 г. – Били Айлиш, американска певица
- 13 юли 2007 г. – Ламин Ямал, испански футболист

### Починали
- 8 септември 2022 г. – Елизабет II, кралица на Обединеното кралство Великобритания и Северна Ирландия от 1952 г. до смъртта си (р. 1926 г.)
- 21 април 2025 г. – Франциск, 266-и папа на Римокатолическата църква (р. 1936 г.)